# Quốc lộ 2
De Quốc lộ 2 (nationale weg 2) is een weg in Vietnam. De weg loopt begint bij de kruising met de Quốc lộ 3 bij Phù Lỗ, een dorp in het noorden van Hanoi. De weg gaat hier westwaarts en ligt dan vlak bij Internationale Luchthaven Nội Bài, het vliegveld van Hanoi. Bij Việt Trì gaat de weg naar het noorden in de richting van Tuyên Quang en Ha Giang. De weg eindigt bij het grensdorp Thanh Thủy (district Vị Xuyên) bij de grens met de Volksrepubliek China. De weg is in totaal 311 kilometer lang.
De gehele weg kent 89 bruggen. De grootste brug is de Đoan Hùngbrug op kilometer 111. Deze brug is 450 meter lang en 12 meter breed over de Lô in de provincies Vĩnh Phúc en Phú Thọ.
De weg gaat door de provincies Hanoi, Vĩnh Phúc, Phú Thọ, Tuyên Quang en Ha Giang.
QL1 · QL1B · QL1K · QL2 · QL3 · QL4 · QL5 · QL6 · QL7A · QL7B · QL8A · QL8B · QL9A · QL9B · QL12 · QL12A · QL14 · QL14B · QL14C · QL14D · QL14E · QL15 · QL15 (Biên Hoà) · QL18 · QL20 · QL51 · QL55 · QL56